# Armin Büchel
Armin Büchel (* 15. Juli 1945 in Ruggell; † 8. Mai 1994) war ein liechtensteinischer Judoka.

## Karriere
Büchel trat bei den Olympischen Sommerspielen 1972 in München an, wo er den 18. Rang im Halbmittelgewicht belegte.